# Gerardus Gul

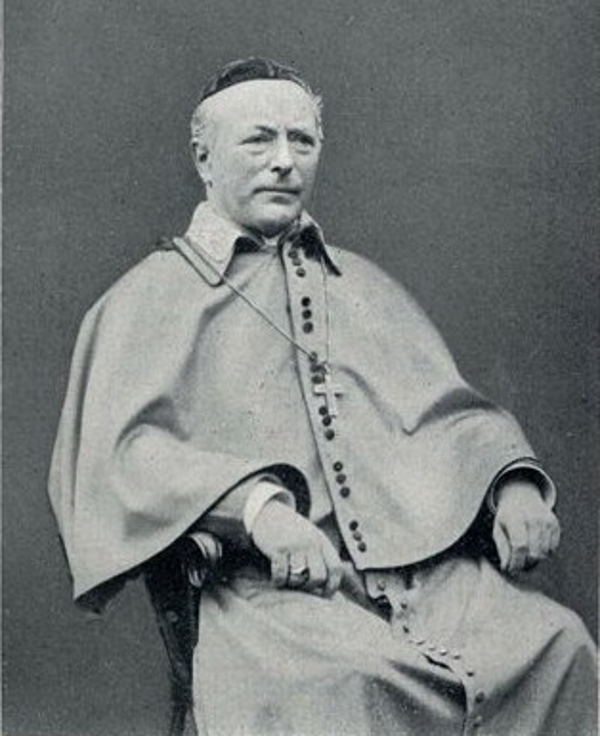
Gerardus Gul

Gerardus ("Gerrit") Gul (Egmond aan Zee, 27 oktober 1847 - Utrecht, 9 februari 1920) was een Nederlands geestelijke en een  aartsbisschop van de Oudkatholieke Kerk.
Gerardus Gul was een zoon van Jan Gul en Engeltje Tol. Na zijn opleiding aan het oudkatholieke seminarie in Amersfoort werd Gul in 1870 priester gewijd. Hij was werkzaam in parochies in Amsterdam (H. Johannes en Willibrordus), Zaandam (H. Maria Magdalena) en Utrecht (H. Jacobus). In 1886 werd hij pastoor in Hilversum. Nadat hij in 1890 was opgenomen in het metropolitaan kapittel werd hij in 1892 tot aartsbisschop van Utrecht gekozen als opvolger van Johannes Heykamp.
Gul overleed op 9 februari 1920 op 72-jarige leeftijd in Utrecht.